# Sandra Elaine Greene
Sandra Elaine Greene (* 1954) ist eine US-amerikanische Historikerin. Sie ist Professorin für Westafrikanische Geschichte, mit Fokus auf Sklaverei und Sklavenhandel, sowie ehemalige Vorsitzende des Fachbereichs Geschichte an der Cornell University.

## Karriere
Sandra Greene wuchs im Südwesten Ohios als Tochter einer Grundschullehrerin auf, die ihre Ausbildung stark förderte. Sie begann am Kalamazoo College in Michigan Medizin zu studieren, besuchte aber auch einzelne Kurse in den Geisteswissenschaften. Da sie sich bald mehr zur Textanalyse und Kulturgeschichte hingezogen fühlte, entschied sie daraufhin, sich für den Studiengang Philosophie einzuschreiben und schloss diesen mit einem Bachelor ab.
Ihre Studienzeit in den späten 1960er und frühen 1970er Jahren fiel mit dem Civil Rights Movement und der aufkommenden Black-Power-Bewegung zusammen. Stark von dieser beeinflusst, setzte sie ihr Studium schließlich in der Afrikastudien fort. Dabei hatte sie Gelegenheit, ein Jahr an der University of Ghana in Legon nahe Accra zu verbringen. Sie zählt die Schriften von Frantz Fanon und Kwame Nkrumah zu ihren größten Einflüssen dieser Zeit.
1981 reichte sie schließlich ihre Dissertation an der Northwestern University in Evanston, Illinois, ein. Zwischen 1997 und 1998 war sie als Präsidentin der African Studies Association tätig. Seit 2001 ist Sandra Greene Stephen ’59 and Madeline ’60 Anbinder Professorin für Afrikanische Geschichte an der Cornell University in Ithaca, New York. Von 2001 bis 2005 sowie von 2016 bis 2019 war sie dort außerdem Vorsitzende des Fachbereichs Geschichte.
Sandra Greene ist Mitglied der Academia Ambrosiana in Mailand und der American Academy of Arts and Sciences.

## Forschungsgebiet
Ihre Forschungsinteressen reichen von der Geschichte der geschlechterspezifischen und ethnischen Beziehungen in Westafrika bis hin zur Rolle, die religiöser Glaube, Kriegsführung und die Erfahrung der Sklaverei im Leben von Einzelpersonen und Gemeinschaften im Ghana des 18. und 19. Jahrhunderts hatten. In den letzten Jahren konzentrierte sie sich darauf, Biografien von Einzelpersonen aus dem Südosten Ghanas zu rekonstruieren, um so durch Fallstudien größerer Verflechtungen des Sklavenhandels aufzeigen zu können.

## Bibliographie

### Monographien
- Gender, Ethnicity and Social Change on the Upper Slave Coast: A History of the Anlo-Ewe (Social History in Africa Series), Heinemann Books: London 1996. ISBN 978-0-435-08981-8.
- Sacred Sites and the Colonial Encounter: A History of Meaning and Memory in Ghana, Indiana University Press: Bloomington 2002. ISBN 978-0-253-21517-8.
- West African Narratives of Slavery: Texts from 19th and early 20th Century Ghana, Indiana University Press: Bloomington 2011. ISBN 978-0-253-22294-7.
- Slave Owners of West Africa: Decision-making in the Age of Abolition, Indiana University Press: Bloomington 2017. ISBN 978-0-253-02597-5.

### Als Herausgeberin
- Mit John Middleton, Joseph C. Miller et al.: New Encyclopedia of Africa, 5 Bände, Charles Scribner & Son: New York 2008. ISBN 978-0-684-31454-9. (Für dieses Projekt erhielt die Herausgeberschaft den Conover-Porter Preis des Council of Africana Librarians der African Studies Association.)
- Mit Alice Bellagamba und Martin A. Klein: The Bitter Legacy: African Slavery Past and Present. Markus Wiener Press: Princeton 2013. ISBN 978-1-55876-550-4.
- Mit Alice Bellagamba und Martin A. Klein: African Voices on Slavery and the Slave Trade, The Sources, Cambridge University Press: Cambridge 2013. ISBN 978-0-521-19470-9.
- Mit Alice Bellagamba und Martin A. Klein: African Voices on Slavery and the Slave Trade, Essays on Sources and Methods, Cambridge University Press: Cambridge 2016. ISBN 978-0-521-19961-2.
- Mit Alice Bellagamba und Martin A. Klein: African Slaves, African Masters: Histories, Memories, Legacies. Africa World Press: Trenton 2017. ISBN 978-1-56902-443-0.